# Aulacus douglasi
Aulacus douglasi är en stekelart som beskrevs av Jennings, Austin och Stevens 2004. Aulacus douglasi ingår i släktet Aulacus och familjen vedlarvsteklar. Inga underarter finns listade.